# گوریاشچایا سوپکا
گوریاشچایا سوپکا (انگلیسی: Goryashchaya Sopka) یک کوه آتشفشانی در جزایر کوریل کشور روسیه است.